# Бариле
Бариле (італ. Barile) — муніципалітет в Італії, у регіоні Базиліката,  провінція Потенца.
Бариле розташоване на відстані близько 290 км на схід від Рима, 37 км на північ від Потенци.
Населення — 2815 осіб (2014).

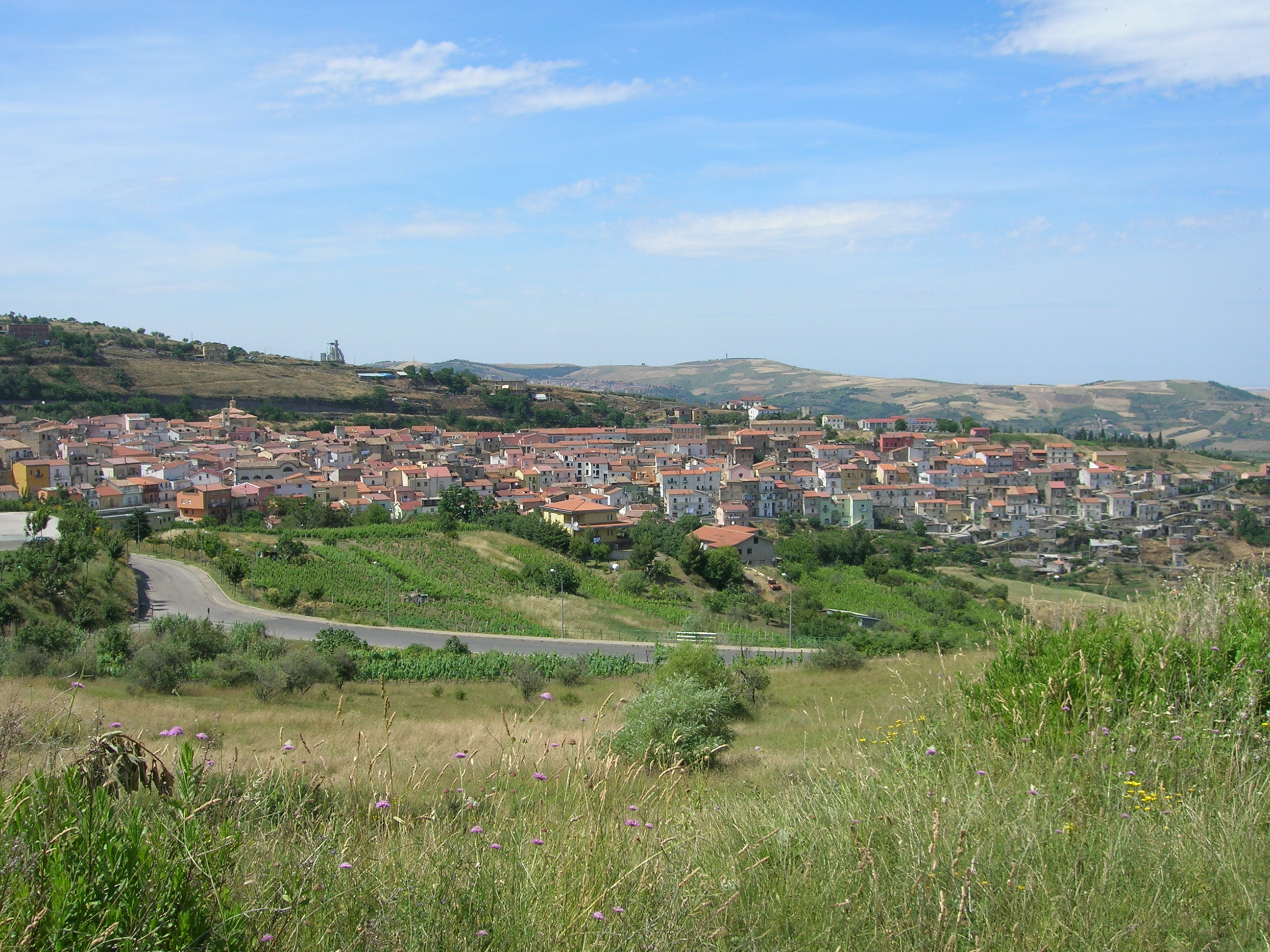

Щорічний фестиваль відбувається 9 травня. Покровитель — Madonna Di Costantinopoli.

## Демографія
Населення за роками:

Станом на 1 січня 2023 року в муніципалітеті офіційно проживало 145 іноземців з 23 країн, серед них 32 громадяни країн Євросоюзу та 6 громадян України.

## Сусідні муніципалітети
- Джинестра
- Мельфі
- Раполла
- Ріонеро-ін-Вультуре
- Рипакандіда
- Веноза